# Pain aux raisins
Il pain aux raisins (letteralmente pane all'uvetta), è una tipica viennoiserie a base di pasta sfoglia .
È costituito da una pasta brioche con uvetta secca, imbottita a volte con crema pasticciera. Il pain aux raisins viene consumato tradizionalmente a colazione.